# Pianoconcert (Sinding)
Het Pianoconcert in Des majeur op. 6 van Christian Sinding is een compositie die in 1901 werd voltooid.

## Achtergrond
De eerste aanzetten voor het concert waren al klaar in 1889. In de Aftenposten van 16 februari 1889 werd aangekondigd dat Erika Nissen zou soleren in Logens store Sal in Bergen, orkest van dienst was het Orkest van het Christianiatheater in Oslo. Dirigent Johan Hennum met solist en orkest kregen echter alleen de eerste twee delen voor hun neus en dan nog wel in manuscriptvorm. Pas een jaar later was het concert af en werd het gepubliceerd. Sinding sleutelde er echter verder aan en de definitieve versie verscheen in 1901. Het concert past in de stijl van de romantiek. 
Hoewel Sinding nog meer dan 100 werken zou schrijven voor de piano, bleef het bij één pianoconcert. Zowel de stukjes voor piano als het pianoconcert worden in de 21e eeuw zelden meer uitgevoerd.

## Delen
Het concert kent de klassieke opbouw van drie delen:
1. Allegro non troppo
2. Andante
3. Allegro non assai

## Première
De avond van de eerste uitvoering stond op het programma:
- Sinding: Pianoconcert in manuscriptvorm
- Ole Olsen: Armes Mägdelein
- Agathe Backer-Grøndahl: Serenade
- Johan Selmer: Hüte dich (manuscript)
- Edvard Grieg: twee Lyrische Stücke opus 47 (nyeste): Melodie en Albumblad
- Frédéric Chopin: een nocturne en twee mazurkas
- Catharinus Elling: Duo (manuscript)
- Camille Saint-Saëns: Gavotte, Reverie du soir (vierhandig piano)
- Iver Holter: Minder (Op.7 No.2?)
- Peter Heise : Dyvekes sange
- Anton Rubinstein: Pianoconcert nr. 3 in d mineur (eerste deel)

## Instrumentatie
De samenstelling van het orkest luidt:
- piano
- 2 dwarsfluiten, 2 hobo’s, 2 klarinetten, 2 fagotten
- 4 hoorns, 2 trompetten, 3 trombones, 1 tuba
- pauken
- violen, altviolen, celli, contrabassen